# Can Polí
Can Polí és una obra de Sales de Llierca (Garrotxa) protegida com a Bé Cultural d'Interès Local.

## Descripció
Can Polí està format per un conjunt d'edificis destacables: el casal dels amos, la casa de masovers, un gran corral i diverses cabanes i pallisses.
Contràriament a la majoria de les masies aïllades de l'Alta Garrotxa, Can Polí conserva a la llinda que corona la porta principal la data en què fou bastida: 1802. La majoria de les obertures situades a nivell del primer pis disposen de boniques reixes de ferro forjat, recentment restaurades.
Situat al costat de llevant de la masia hi ha un corral. És de planta rectangular i ampli teulat a dues aigües. Està format per baixos, dividits en dues grans naus cobertes amb voltes de canó catalanes i un pis superior amb el terra empostissat. La façana més remarcable és la de llevant, amb dos obertures d'arc de mig punt als baixos i senzilles finestres al pis superior. La façana que mira a migdia disposa igualment d'obertures amb arcs. L'accés al corral es podria realitzar des de l'era o bé des de l'interior del casal gràcies a un pas sostingut per arcades de mig punt que mena directament al pis superior del corral, on s'emmagatzemava l'herba i la palla.

## Història
Can Polí està situada al límit de Sales de Llierca i el de Bassegoda. Dalt la carena que hi ha darrera el mas hi havia hagut el famós castell de Bassegoda, que tenia com a missió la vigilància de les mines de la Menera i del pas entre el veïnat d'Entreperes i França.